# ویکتور دیلمان
ویکتور دیلمان (روسی: Виктор Васильевич Дильман؛ زاده ۱۱ مارس ۱۹۲۶) یک دانشنتد اهل اتحاد شوروی است.